# 昭和運送興業
昭和運送興業株式会社（しょうわうんそうこうぎょう）は、千葉県館山市・南房総市など南房総地区で主に事業を展開する運送会社、貸切バス会社。

## 概要
「地球に優しい運輸事業」を目指し、運輸業界における環境負荷の低減に具体的に取り組み、公益財団法人交通エコロジー・モビリティ財団認証の『グリーン経営認証』を平成20年取得。
交通安全対策にも積極的に取り組み、公益社団法人全日本トラック協会より『安全性優良事業所認定（Gマーク）』を平成21年に取得。
また、酪農業界および関連農家における高齢化対策として、飼料作物の栽培委託管理（コントラ事業）をより発展させた還元事業へ取り組んでいる。

## 沿革
- 1952年（昭和27年）8月：昭和興業 株式会社　設立。
- 1953年（昭和28年）8月：昭和運送興業 株式会社へ改称。
- 1953年（昭和28年）9月：一般区域貨物自動車運送事業免許取得、一般貨物運送事業開始。
- 【中略】
- 2002年（平成14年）：石油受託販売契約、給油取扱所・石油販売事業開始。
- 2003年（平成15年）10月：危険物輸送事業開始。
- 2004年（平成16年）7月：養牛用飼料委託管理配送事業開始（JA飼料）
- 2004年（平成16年）8月：養牛用飼料販売事業開始（雪印種苗）
- 2005年（平成17年）：石油　油槽所賃貸事業開始
- 2007年（平成19年）10月：建材運搬事業開始（バラセメント・砂・砂利等）
- 2008年（平成20年）：農業法人事業開始（ぶどう園他）
- 2008年（平成20年）3月：グリーン経営認証取得
- 2009年（平成21年）4月：発酵飼料（TMR）製造販売事業開始（雪印種苗）
- 2009年（平成21年）12月：安全性優良事業所認定取得（Gマーク）
- 2011年（平成23年）1月：千興運輸株式会社　株式取得契約
- 2011年（平成23年）：コントラ事業への参入開始
- 2011年（平成23年）9月：ベンリー事業契約　ベンリー事業部開始
- 2012年（平成24年）5月：資本金4,500万円に増資
- 2012年（平成24年）9月：一般貸切旅客自動車運送事業開始（ＳＨＯＷＡ観光）

## 事業部
- 【本社所在地　第1車庫】千葉県館山市湊493番地
- 【貨物事業部　第2車庫】千葉県館山市湊字中芝493-19
- 【貨物事業部　第3車庫】千葉県館山市正木字川田636-8
- 【貨物事業部　第4車庫】千葉県南房総市岩糸2588
- 【飼料混合センター】千葉県南房総市千倉町川戸1181
- 【フレッシュTMRサブセンター】千葉県南房総市千倉町川戸1181
- 【SHOWA観光　営業所・第1車庫】千葉県館山市布沼字平砂浦1210-252
- 【SHOWA観光　第2車庫】千葉県館山市布沼字平砂浦1210-206
- 【千興運輸㈱　本社】千葉県八街市上砂121-11
- 【千興運輸㈱　出張所】千葉県千葉市川崎町（JFE構内）

## 事業内容
- 【貨物運送事業部】
  - 新聞・印刷物・郵便貨物・航空貨物・飲料・牛乳・乳牛飼料・石油製品・パラセメント・砂・建材・雑貨ほかの集荷配送
- 【産廃事業部】
  - 産業廃棄物収集運搬、特別管理産業廃棄物収集運搬

- 【営業部】
  - 損保ジャパン保険代理店

### スノー・フィード・サービス
- 【館山・千倉　飼料部】
  - 養牛用一般配合飼料、混合飼料、養牛用飼料委託管理および配送

- 【TMR事業部】
  - フレッシュTMR飼料の製造・販売

- 【コントラ事業部】
  - 飼料作物の栽培、委託管理

### SHOWA観光
- 【定期輸送部】
  - 宿泊・合宿・競技施設の送迎、ゴルフ場送迎
- 【観光輸送部】
  - 貸切バスの運行